# Чемпионат Китая по волейболу среди мужчин
Чемпионат Китая по волейболу среди мужчин — ежегодное соревнование мужских волейбольных команд Китайской Народной Республики. Проводится с 1950-х годов по классическому варианту волейбола (6х6).
С сезона 1996/1997 организатором является Китайская волейбольная лига (СVL), проводящая чемпионат в трёх дивизионах — 1-й и 2-й суперлигах и 1-й лиге.  

## Формула соревнований
Чемпионат в 1-й суперлиге в сезоне 2024/25 проводился в 4 этапа — три групповых и плей-офф. На 1-й групповой стадии 8 команд-участниц играли в два круга. 6 лучших напрямую вышли во 2-й этап, ещё два места в котором разыграли 7-я и 8-я команды 1-й суперлиги и две лучшие из 2-й суперлиги. На 2-м этапе — 8 команд были разделены на две группы, в которых также играли в два круга. На 3-м этапе по две лучшие команды из групп 2-го этапа провели по два матча с командами другой группы 2-го этапа. Учитывались все результаты 2-й стадии. Эти 4 команды вышли в плей-офф и далее по системе с выбыванием определили призёров чемпионата. Полуфиналы плей-офф состояли из двух матчей (при равенстве побед и очков победитель пары определялся в «золотом» сете), финал проводился до двух побед одного из соперников.
В чемпионате 2024/25 в 1-й суперлиге участвовало 8 команд: «Шанхай Брайт» (Шанхай), «Хэбэй Баодин Вули» (Баодин), «Тяньцзинь Фуд Груп» (Тяньцзинь), «Шаньдун Жуйчэнь» (Цзыбо), «Цзянсу Наньцзин Маомао» (Нанкин), «Бэйцзин Байк Моторс» (Пекин), «Фуцзянь Нормал Юнивёрсити» (Фучжоу), «Чжэцзян Дэцин» (Цзясин). Чемпионский титул выиграл «Шанхай Брайт», победивший в финальной серии «Хэбэй Баодин Вули» 2-1 (3:2, 1:3, 3:1). 3-е место занял «Тяньцзинь Фуд Груп».

## Чемпионы СVL
| - 1997 «Сычуань Фулань» Чэнду - 1998 «Сычуань Фулань» Чэнду - 1999 «Сычуань Фулань» Чэнду - 2000 «Шанхай КTV» - 2001 «Цзянсу» Наньцзян - 2002 «Цзянсу» Наньцзян - 2003 «Чжэцзян» Хучжоу - 2004 «Шанхай Ориентал» - 2005 «Шанхай Ориентал» - 2006 «Шанхай Ориентал» - 2007 «Шанхай Ориентал» - 2008 «Шанхай Ориентал» - 2009 «Шанхай Ориентал» - 2010 «Шанхай Тан Династи Хотел» - 2011 «Шанхай Тан Династи Хотел» | - 2012 «Шанхай Тан Династи Хотел» - 2013 «Бэйцзин Байк Моторс» Пекин - 2014 «Бэйцзин Байк Моторс» Пекин - 2015 «Шанхай Голден Эйдж» - 2016 «Шанхай Голден Эйдж» - 2017 «Шанхай Голден Эйдж» - 2018 «Шанхай Голден Эйдж» - 2019 «Шанхай Голден Эйдж» - 2020 «Шанхай Голден Эйдж» - 2021 «Бэйцзин Байк Моторс» Пекин - 2022 чемпионат отменён - 2023 «Бэйцзин Байк Моторс» Пекин - 2024 «Шанхай Брайт» - 2025 «Шанхай Брайт» |